# Народна странка (Краљевина Црна Гора)
Народна странка (НС) је бивша политичка партија у Књажевини Црној Гори и Краљевини Црној Гори. Њено формирање је започело током 1906. године, када је група скупштинских посланика образовала Клуб народних посланика (по томе су у народу били познати под називом клубаши), након чега је током 1907. године дошло и до даљег организационог и програмског профилисања странке.
У свом програмском акту странка се залагала за унапрјеђење свих области државног живота: администрације, привреде, просвјете, финансија, вјерске и спољне политике. Један од политичких лидера Народне странке био је Андрија Радовић. Мада није била формално лист Народне странке, „Народна мисао“ из Никшића је пропагирала њихове идеје (почела да излази 16. септембра 1906).
У парламенту је, као противтежа Народној странци, формирана Права народна странка (праваши). Њене вође били су генерал Митар Мартиновић и Јован Пламенац.
Трећу политичку групацију, тзв. Мијушковићко-јабучку групу народњаци су сматрали правашима, јер је била везана за књаза и Двор. У овој групи истицао се Лазар Мијушковић. Себе су сматрали напреднијим од праваша и покушали су да се организују као политички центар.